# Георги Рупчев
Георги Кирязов Рупчев е български поет и преводач.

## Биография
Георги Рупчев е роден на 2 септември 1957 г. в София. Завършва гимназия в родния си град (1975) и българска филология в Софийски университет „Кл. Охридски“ (1982).
Автор е на стихосбирките „Уморени от чудото“ (1982), „Смяна на нощната стража“ (1986; 2004), „Смъртта на Тибалт“ (1989), „Силните на нощта“ (1991), „Зоната“ (1996) и „Приковаване на огъня“ (2001). През 2002 г. посмъртно излиза „Отдалечаване на въздуха“. Превежда от английски, руски и староиврит. Автор е и на един от поетичните преводи на „Песен на песните Соломонови“ (1992). Сред превежданите от него автори са Джон Ленън, Уилям Такъри, Томас Стърнз Елиът, Анна Ахматова, Марина Цветаева, Йосиф Бродски, Николай Гумильов, Лоурънс Фърлингети, Алън Гинсбърг и други.
През 90-те години заболява от мултипленна склероза, поради което написва по-малко нови творби.
Автор е на много статии в периодичния печат, участва в поредицата на БАН „Периодика и литература“, както и в издаването на списанията „Глас“ и „Мост“. Стиховете му са превеждани на английски, френски, испански, унгарски и гръцки. Умира на 28 ноември 2001 г. в София.
По повод десетгодишнината от смъртта му се провежда голямо мемориално четене в Университетския театър на СУ.

## Награди
Носител е на:
- Националната награда за студентска поезия (1980, 1981, 1982),
- Наградата Димчо Дебелянов (1980),
- Националната награда за дебют „Южна пролет“ (1983),
- Наградата на Съюза на преводачите (1992 и 1994),
- Националната награда „Христо Г. Данов“ (2001) – за превода на „Поезия“ от Николай Гумильов[5].

### Поезия
- „Уморени от чудото“ (1982),
- „Смяна на нощната стража“ (1986; 2004),
- „Смъртта на Тибалт“ (1989),
- „Силните на нощта“ (Иван Вазов, 1991, 108 стр.),
- „Зоната“ (ПАН, 1996) ISBN 954-8038-01-3,
- „Приковаване на огъня“ (Факел Експрес, 2001) ISBN 954-9772-13-6,
- „Отдалечаване на въздуха“ (Труд, 2002) ISBN 954-528-347-5,
- „Инстинкт за неприспособимост. Стихове. Поеми. Избрани преводи“ (Военно издателство, 2007, 316 стр.) ISBN 978-954-509-382-1.

### Преводи
- Джон Ленън, „Поезия, проза, интервюта“, София: Народна култура, 1984
- Д.М. Томас, „Белият хотел“, София: Петриков, 1991, 265 с. ISBN 954-441-006-6 (само поемата, от която се състои първата част на романа)
- Томас Стърнс Елиът, „Избрани стихове“, София: Народна култура, 1993 ISBN 954-04-0075-9 (само няколко части на поемата „Пустата земя“)
- Николай Гумильов, „Поезия“, София: Агата-А, 2000, 264 с. ISBN 954-540-023-4 [6]

### За него
- Владетелят на чудото: сборник в чест на 50-годишнината от рождението на Георги Рупчев. Съст. Валентина Рупчева и Пенка Ватова. София: Карина М, 2008. ISBN 978-954-315-055-7